# 長浜・北びわ湖大花火大会
長浜・北びわ湖花火大会（ながはま・きたびわこはなびたいかい）は、1980年（昭和55年）から滋賀県長浜市の長浜港周辺で開催されている花火大会。2020年（令和2年）以降は数日にわたって開催する分散開催となっている。また、2022年（令和4年）から9月開催となっている。

## 概要
開催場所は豊公園自由広場（長浜市公園町）である。
当初は毎年7月下旬から8月初旬に開催日を設定して開催されていた。
新型コロナウイルス禍の影響から観光客の密集を避けるため2020年以降は分散開催したところ、市民や観光客に好評だったため日程を分散した開催に変更された。また、2022年（令和4年）からは観光客が減る9月にも宿泊客に訪れてもらえるよう、閑散期対策もかねて9月上旬に数日に分けて分散開催されている。